# 紫雪散
紫雪散是一种中药成药，与之类似的还有紫雪丹。最早见于唐朝孙思邈的《千金翼方》。

## 成分
现代紫雪散成分有石膏、寒水石、滑石、磁石、玄参、木香、沉香、升麻、甘草、丁香、芒硝、硝石、水牛角、羚羊角、麝香和朱砂等。

## 功能
紫雪散功能为清热解毒，止痉开窍。用于治疗高热、抽搐、腮肿、尿赤等症状。

## 外部連結
- 紫雪丹 （页面存档备份，存于） 中藥方劑像數據庫  (香港浸會大學中醫藥學院) （中文）（英文）

1. ↑  寒水石